# Памфри (Мериленд)
Памфри (енгл. Pumphrey) град је у америчкој савезној држави Мериленд.

## Демографија
По попису из 2000. године број становника је 5.317.
| Група             | 2000.         | 2010.    |
| Белци             | 4.133 (77,7%) | 0 (0,0%) |
| Афроамериканци    | 864 (16,2%)   | 0 (0,0%) |
| Азијати           | 128 (2,4%)    | 0 (0,0%) |
| Хиспаноамериканци | 93 (1,7%)     | 0 (0,0%) |
| Укупно            | 5.317         | 0        |